# ヨアン・オーガスト・アルフェドソン
ヨアン・オーガスト・アルフェドソン（Johan August Arfwedson、1792年1月12日 - 1841年10月28日）はスウェーデンの化学者で、1817年にリチウムを発見した。
アルフェドソンは卸売り商人と工場のオーナーを営む裕福な中産階級の家庭に生まれた。1803年にウプサラ大学に入学し、1809年に法学、1812年に鉱物学を修めた。
ストックホルムで、アルフェドソンはイェンス・ベルセリウスと知り合い、ベルセリウスの私設研究室に通うようになった。1817年、この研究室でペタル石の分析中に、彼はリチウム元素を発見した。1818年から1819年にかけて、彼はヨーロッパ中を旅した。帰国後は自分の研究室を興し、研究に励んだ。
希少鉱物のアルフェドソナイトは、彼の名前にちなんで命名された。